# Rourea frutescens
Espèce
Classification APG III (2009)
Synonymes
Selon GBIF (04 mars 2022)
- Robergia frutescens (Aubl.) J.F.Gmel.
- Robergia frutescens Willd.
- Rourea cardonae Lasser & Maguire
- Rourea induta var. concinna Baker
- Santalodes frutescens (Aubl.) Kuntze[2]
- Santaloides frutescens (Aubl.) Kuntze

Rourea frutescens est une espèce rare d'arbuste, appartenant à la famille des Connaraceae. Il s'agit de l'espèce type du genre Rourea Aubl..
Le nom du genre Rourea fait vraisemblablement référence à la commune de Roura en Guyane, région dans laquelle le spécimen type a été collecté.

## Description
Rourea frutescens est un arbuste ou une liane ligneuse. 
Les jeunes rameaux sont tomenteux ferrugineux.
Les feuilles composées imparipennées, avec 2-5 paires de folioles chartacées ou subcoriaces, généralement de forme obovale (rarement elliptique ou obovale-elliptique), brièvement acuminées, à base arrondie, subglabres au-dessus, avec une pubescence simple, appliquée, dense, sur la face inférieure des folioles (limbe et nervures).
La nervation des folioles est réticulée sur les 2 faces, avec 5-6 paires de nervures secondaires.
Le pétiole, le rachis et les inflorescences sont pubérulentes ou tomenteuses.
Les inflorescences sont des panicules axillaires, à rachis tomenteux-ferrugineux, avec 2 bractées spinescentes. Les ramifications comportent des bractées, de petites bractéoles, et de longs pédicelles.
Les sépales sont imbriqués, pubescents, tomenteux ou glabres à l'extérieur et/ou à l'intérieur, et dépourvus de trichomes ou ponctuations glandulaires. 
Le calice croît lors de la fructification.
Les pétales sont glabres, dépourvus de points glandulaires.
On compte 5 carpelles.
Le fruit est un follicule sessile (1 voire 2 par fleur), dépourvu d'endosperme, de forme brièvement ovoïde, long de 7 mm,. 
Les graines sont longues de 10,5 mm pour 5,1 mm de large.

Rourea frutescens ressemble fort à Connarus pubescens D.C. (synonyme de Rourea pubescens (DC.) Radlk., mais s'en distingue par les nervations transversales (et non réticulées) sur ses folioles.

## Répartition
Rourea frutescens est présent à Trinidad, au Venezuela, au Guyana, (probablement au Suriname), en Guyane, et au Brésil (Amapá, Amazonas, Pará).

## Écologie
On rencontre Rourea frutescens dans les forêts sempervirentes de plaine à montagne, autour de 50–1 000 m d'altitude.
Ses fruits charnus zoochores sont consommés par Pithecia pithecia au Suriname.
On a retrouvé son pollen dans des sédiments du delta de l'Orénoque au Venezuela.

## Protologue
En 1775, le botaniste Aublet propose le protologue suivant : 

« ROUREA fruteſcens. (Tabula 187.)
Frutex trunco quinque-pedali, tortuoſo, ramolo ; ramis ſarmentoſis, volubilibus, ſuprà arbores ſcandentibusi ramulis foliolis. Folia alterna, imparipinnata ; foliolis ovatis, acutis, integerrimis, ſupernè glabris, infernè tomentoſis, albicantibus, tribus aut quatuor oppoſitis, ſeſſilibus, utrinque coſtæ cylindraceæ adnexis. Foliola ſuperiora inferioribus majora. Stipulæ binæ, deciduæ, ad baſim coſtæ folioſæ ; Flores paniculati, axillares aut terminales ; ſingulus flos, ad baſim squamula munitur. Flores expanſi gratum odorem latè ſpargunt.
Florebat & fructum ferebat Auguſto.
Habitat in ſylvis Guianæ propè prædium S. Régis dictum.

LA ROURELE de la Guiane. (PLANCHE 187.)
Le tronc de cet arbre à quatre ou cinq pieds de hauteur; il eſt tortueux. Son écorce eſt rouſſâtre, & ſon bois eſt dur, compacte & blanchâtre. À meſure qu'il ſe prolonge, il pouſſe des branches tortues & rameuſes, qui ſe répandent ſur les arbres voiſins. Les branches & les rameaux ſont garnis de feuilles alternes. Ces feuilles ſont ailées; à deux rangs de folioles oppoſées, terminées par une impaire. Chaque rang eſt de trois ou quatre folioles ; les inférieures ſont plus petites que celles qui terminent la côte. Elles ſont entières, liſſes, ovales, vertes en deſſus ? & couvertes en deſſous d'un duvet court & blanchâtre ; la cote qui porte les folioles, eſt cylindrique, renflée à ſa naiſſance, accompagnée de deux stipules coriaces qui tombent.
Les fleurs naiſſent en panicules qui ſortent de l’aiſſelle des feuilles ou de l'extrémité des rameaux. Elles ſont ſeſſiles & à l'aiſſelle d'une écaille.
Le calice eſt d'une ſeule pièce, diviſé profondément en cinq parties verdâtres, fermés & velues.
La corolle eſt à cinq pétales blancs, arrondis, attaches par un onglet au deſſous des étamines. 
Les étamines, au nombre de dix, ſont placées au deſſous des pétales à la baſe du piſtil. Leur filet eſt blanc, court. L'anthère eſt très petite & à deux bourſes.
Le piſtil eſt un ovaire ovoïde, charge de poils blancs, ſurmonté de cinq styles blancs, termines par un stigmate verdâtre, renflé, creuſé en gouttiere.
L'ovaire devient une baie noire, qui renferme une coque à deux valves, dans laquelle eſt une amande verdâtre, à deux cotylédons.
La fleur de cet arbriſſeau a une odeur plus ſuave que celle du lilac.
Les feuilles & les fruits ſont repréſentés de grandeur naturelle-, l'on a groſſi un peu les parties de la fleur.
Cet arbriſſeau croît dans les bois dépendants de l'habitation dite de S. Régis, ſur la paroiſſe d'Aroura.
II étoit en fleur & en fruit dans le mois d'Août. »

— Fusée-Aublet, 1775.